# Mas Canyís (Banyeres del Penedès)
El Mas Canyís és una masia de Banyeres del Penedès (Baix Penedès) inclosa a l'Inventari del Patrimoni Arquitectònic de Catalunya.

## Descripció
La masia es compon per un conjunt d'edificis, l'habitatge i un celler. El celler presenta una senzilla porta amb llinda i unes cobertes a dues vessants. L'habitatge, molt modificat, consta de dues façanes, ja que estatja la casa dels amos i la dels masovers. L'edifici té tres pisos. La façana de la dreta, la dels habitatges dels amos, és d'estructuració relativament recent, així com el baluard que la precedeix. La façana més antiga és la de la casa dels masovers. És precedida també per un baluard amb porta d'arc rebaixat que mena a un petit i allargat pati. Consta de tres plantes. Els baixos encara denoten l'existència d'un arc de mig punt dovellat en la porta d'entrada. La segona i tercera planta tenen totes les obertures modificades en donar-los una forma quadrada (golfes) o rectangular (segona planta). Les cobertes són de dues vessants. Tot el conjunt és arrebossat i emblanquinat.

## Història
La masia fou construïda en diferents etapes. El celler, les modificacions en l'estructura de l'habitatge, i el modern baluard, són relativament recents. En uns terrenys d'aquest mas es descobrí el 1960 un jaciment arqueològic, el qual fou estudiat per Salvador Vilaseca. Pertanyia a una necròpoli del període IV de la primera edat del ferro. Entre les troballes destacar una urna amb les restes òssies i l'arnés d'un guerrer.